# Lillesand
Lillesand  este o comună din provincia Agder, Norvegia.